# لنز سیگما ۸میلی‌متر اف/۳٫۵ ئی‌ایکس دی‌جی
لنز سیگما ۸میلی‌متر اف/۳٫۵ ئی‌ایکس دی‌جی (به انگلیسی: Sigma 8mm f/3.5 EX DG lens) نام لنز دوربین عکاسی از نوع چشم‌ماهی است که توسط شرکت سیگما تولید می‌شود. فاصلهٔ کانونی این لنز ۸ میلی‌متر، دیافراگم آن دارای ۶ تیغه و ضریب اف آن اف ۳٫۵ است. این لنز در ۲۰۰۶ میلادی تولید و عرضه شده‌است.